# Flavonol

Structura moleculară a unui flavonol și numărarea atomilor din nucleu

Flavonolii alcătuiesc o clasă de flavonoide a căror structură chimică se bazează pe structura 3-hidroxiflavonei (IUPAC: 3-hidroxi-2-fenilcromen-4-onă). Se regăsesc într-o mare varietate de fructe și legume. În populațiile vestice, aportul alimentar zilnic de flavanoli este de 20–50 mg/zi. Cantitatea depinde de tipul de dietă.
Fenomenul de fluorescență duală este indus de tautomeria flavonolilor și a glicozidelor lor și este unul dintre factorii care contribuie la protecția UV la plante și la culoarea florilor.

## Flavonoli comuni
| Denumire         | Denumire IUPAC                                                  | 5    | 6    | 7    | 8    | 2' | 3'   | 4'   | 5'   | 6' |
| ---------------- | --------------------------------------------------------------- | ---- | ---- | ---- | ---- | -- | ---- | ---- | ---- | -- |
| 3-hidroxiflavonă | 3-hidroxi-2-fenilcromen-4-onă                                   | H    | H    | H    | H    | H  | H    | H    | H    | H  |
| Azaleatină       | 2-(3,4-dihidroxifenil)-3,7-dihidroxi-5-metoxicromen-4-onă       | OCH3 | H    | OH   | H    | H  | H    | OH   | OH   | H  |
| Fisetină         | 3,3',4',7-tetrahidroxi-2-fenilcromen-4-onă                      | H    | H    | OH   | H    | H  | OH   | OH   | H    | H  |
| Galangină        | 3,5,7-trihidroxi-2-fenilcromen-4-onă                            | OH   | H    | OH   | H    | H  | H    | H    | H    | H  |
| Gossipetină      | 2-(3,4-dihidroxifenil)-3,5,7,8-tetrahidroxicromen-4-onă         | OH   | H    | OH   | OH   | H  | OH   | OH   | H    | H  |
| Kaempferidă      | 3,5,7-trihidroxi-2-(4-metoxifenil)cromen-4-onă                  | OH   | H    | OH   | H    | H  | H    | OCH3 | H    | H  |
| Kaempferol       | 3,4',5,7-tetrahidroxi-2-fenilcromen-4-onă                       | OH   | H    | OH   | H    | H  | H    | OH   | H    | H  |
| Izoramnetină     | 3,5,7-trihidroxi-2-(4-hidroxi-3-metoxifenil)cromen-4-onă        | OH   | H    | OH   | H    | H  | OCH3 | OH   | H    | H  |
| Morină           | 2-(2,4-dihidroxifenil)-3,5,7-trihidroxicromen-4-onă             | OH   | H    | OH   | H    | OH | H    | OH   | H    | H  |
| Miricetină       | 3,3',4',5',5,7-hexahidroxi-2-fenilcromen-4-onă                  | OH   | H    | OH   | H    | H  | OH   | OH   | OH   | H  |
| Natsudaidaină    | 2-(3,4-dimetoxifenil)-3-hidroxi-5,6,7,8-tetrametoxicromen-4-onă | OCH3 | OCH3 | OCH3 | OCH3 | H  | H    | OCH3 | OCH3 | H  |
| Pacipodol        | 5-hidroxi-2-(4-hidroxi-3-metoxifenil)-3,7-dimetoxicromen-4-onă  | OH   | H    | OCH3 | H    | H  | OCH3 | OH   | H    | H  |
| Quercetină       | 3,3',4',5,7-pentahidroxi-2-fenilcromen-4-onă                    | OH   | H    | OH   | H    | H  | OH   | OH   | H    | H  |
| Ramnazină        | 3,5-dihidroxi-2-(4-hidroxi-3-metoxifenil)-7-metoxicromen-4-onă  | OH   | H    | OCH3 | H    | H  | OCH3 | OH   | H    | H  |
| Ramnetină        | 2-(3,4-dihidroxifenil)-3,5-dihidroxi-7-metoxicromen-4-onă       | OH   | H    | OCH3 | H    | H  | OH   | OH   | H    | H  |